# Districtul Kiskunhalas
Kiskunhalas (în maghiară Kiskunhalasi járás) este un district în județul Bács-Kiskun, Ungaria.
Districtul are o suprafață de 826,35 km2 și o populație de 43.735 locuitori (2013).